# Sophienbrücke
Sophienbrücke (Sofiin most) byla řetězová lávka z roku 1825 přes Dunajský kanál ve Vídni, na konci uličky vedoucí směrem k Prátru. Byla jedním z prvních řetězových mostů v kontinentální Evropě. 

## Historie
Kníže Rasumofsky zřídil v tomto místě roku 1797 první dřevěný most. Po jeho poškození plujícími ledy v roce 1809 zde byl v roce 1810 postaven nový, kamenný most, který byl zničen povodní roku 1819. 
V září 1824 byl pod vedením ředitele vodního inženýrství Kudriaffského ustaven spolek s cílem postavit první vídeňský řetězový most. Protože kníže Rasumofsky po požáru svého paláce nebyl schopný výstavbu financovat, založil průmyslník Ignaz von Mitis soukromou akciovou společnost, která most postavila a měla na 40 let právo zde vybírat mýtné ve výši 1 krejcaru. 
Řetězová lávka o rozpětí 71 metrů byla postavena v letech 1824–1825, nedlouho po řetězovém mostu ve Strážnici, který byl prvním řetězovým mostem v kontinentální Evropě. Most byl určen pouze pro pěší a jezdce na koních. Jméno Sophienbrücke neměl most od počátku, ale dostal ho až dodatečně. Při revoluci vypukly 26. září 1848 kolem mostu boje (velitelem obránců proti císařským vojskům byl Robert Blum) a most byl poškozen požárem. V roce 1871 byl zbořen a místo něj byl postaven nový most pro světovou výstavu v roce 1873, přístupný i vozidlům. Od té doby zde byl most zbořen a postaven ještě třikrát (1935, 1945, 1953), je známý pod názvem Rotundenbrücke. 

## Autorství
Jako autor projektu bývá uváděn Johann von Kudriaffsky, některé zdroje uvádějí jako autora projektu Bedřicha Schnircha. Bedřich Schnirch byl v letech 1819–1821 na vídeňském polytechnickém institutu žákem  J. Kudriaffského. Georg Christoph Mehrtens, tajný dvorní rada a profesor vysoké školy technické v Drážďanech, ke kterému začátkem 20. století doputovala archivní dokumentace o strážnickém řetězovém mostu, v ní pod datem 7. 11. 1825 našel také spis, ve kterém Schnirch píše strážnickému hraběti Magnisovi o řetězové lávce pro pěší („Sophienbrucke“) ve Vídni a chválí její 'pěknou přímou mostovku'. Mehrtens připisuje návrh lávky Schnirchovi a vrchnímu stavebnímu radovi J. von Kudriaffskému vedení stavby. Profesor Velflík mluví jen o Schnirchovi, vídeňský propagátor řetězových mostů Ignaz Edler von Mitis, autor monografie o prvé visuté lávce ve Vídni, zase připisuje celou zásluhu Kudriaffskému, který se na její stavbu připravoval tím, že navštívil hotové a rozestavěné mosty ve Skotsku a v Anglii. Vzhledem k tomu, že Kudriaffski byl v době stavby profesorem na technice a nositelem vysoké úřední hodnosti, zatím Schnirch jeho dosud neznámým bývalým žákem s čerstvým diplomem, který provozoval praxi na zapadlém venkově, lze předpokládat, že Mitis, který psal svoji knížku v roce 1826 ve snaze získat úřední místa a akcionáře pro stavbu dalších řetězových mostů ve Vídni a Budapešti, uvedl důvěryhodnější jméno. Proto je důvod považovat za správnější rozdělení, které s větším odstupem konstatoval profesor Merthens.

## Ohlasy
Johann Strauss 18. září 1824 o lávce složil Opus 4 „I:te Lieferung der Kettenbrücke-Walzer“, Opus 19 „II:te Lieferung der Kettenbrücke-Walzer“ a Opus 21 „Kettenbrücke-Galopp“.
Podle mostu byl pojmenován i taneční sál „Kettenbrückensaal“ (nebo „Tanzsaal zur Kettenbrücke“) na adrese Donaustraße 4 v Leopoldstadtu. Zde měl během karnevalu v roce 1827 premiéru „Kettenbrückenwalzer“ (Valčík na řetězovém mostě) Johanna Strausse.